# Heinz Westphal
Heinz Westphal (Berlino, 4 giugno 1924 – Bonn, 30 ottobre 1998) è stato un politico tedesco.

## Biografia

### Formazione e attività sociali
Dopo essersi diplomato al liceo, nel 1939-1942 Heinz Westphal padroneggiò la professione di montatore di motori aeronautici presso la fabbrica di motori Daimler-Benz a Genshagen, vicino a Berlino. Dopo aver ricevuto un certificato di qualifica, Westphal voleva continuare i suoi studi per diventare un ingegnere, ma nel 1943 fu arruolato nell'esercito. Fu addestrato come operatore radio, ma di conseguenza fu inviato al fronte in una normale fanteria motorizzata. Nelle battaglie nella Prussia orientale fu leggermente ferito, tornò a Berlino, lavorò come meccanico d'auto.
Dal 1946, Westphal è il segretario dell'ufficio di rappresentanza per i giovani dell'SPD di Berlino, e allo stesso tempo il presidente dell'organizzazione giovanile socialista Giovani Socialisti Tedeschi - I Falchi (Sozialistische tedesca Jugend Deutschlands - Die Falken) a Berlino. In tale veste, nel 1947, partecipò ai negoziati sulla fondazione di un'unione tutta tedesca di organizzazioni giovanili con il presidente della Libera Gioventù Tedesca, Erich Honecker.
Nel 1949, Heinz Westphal fu arrestato a Berlino Est e condannato per aver resistito a un funzionario governativo con 6 settimane di carcere, ma dopo 11 giorni fu rilasciato. Negli anni 50, continuò a lavorare attivamente nella direzione della "Gioventù Socialista Tedesca", fu segretario dei giovani nella segreteria sindacale di Hannover (1950-1952) e segretaria federale della SMG-Sokols dal 1953 al 1957 a Bonn e Francoforte. Allo stesso tempo, dal 1948 al 1957, fu membro della direzione dell'Unione Internazionale della Gioventù Socialista (IUSY - International Union of Young Socialists). Nel 1955-1956 - Presidente dell'Associazione federale delle organizzazioni giovanili tedesche (DBJR - tedesco: Deutscher Bundesjugendring), e nel 1958-1965 il suo direttore generale.

### Vita privata
Heinz Westphal è nato nella famiglia di Max e Alice Westphal. Suo padre, leader di spicco dell'SPD, era membro del consiglio di amministrazione del partito fino al 1933. Durante il Terzo Reich, fu perseguitato dai nazisti, fu ripetutamente arrestato e infine morì in un campo di concentramento nel 1942.
Heinz stesso era sposato, e aveva un figlio.

## Carriera politica
Ha partecipato alle elezioni federali del 19 settembre 1965 nel distretto elettorale di Wanne-Eickel - Wattenscheid, nella Renania Settentrionale-Vestfalia, ed è stato eletto con il 58,4% dei voti. Rieletto quattro anni dopo con il 60% dei voti, è stato nominato Segretario di Stato parlamentare presso il Ministero federale della gioventù, della famiglia e della salute il 21 ottobre. È stato riconfermato dopo le elezioni del 1972, durante le quali è riuscito a raccogliere il 67,3% dei voti, ma ha perso il suo incarico il 16 maggio 1974, con la sostituzione di Willy Brandt con Helmut Schmidt presso la Cancelleria.
Designato presidente del gruppo di lavoro sulle finanze pubbliche della fazione socialdemocratica nel 1976, ha cambiato collegio elettorale nelle elezioni del 1980, essendo stato eletto in quello di Herne con il 64,8% dei voti. Il 28 aprile 1982, Heinz Westphal fu nominato ministro federale del lavoro e dell'ordine sociale durante un rimpasto di gabinetto nella coalizione social-liberale del cancelliere Schmidt. Con la sostituzione di quest'ultimo dal cristiano-democratico Helmut Kohl il 1º ottobre 1982, fu costretto a lasciare il governo.
In seguito alle elezioni anticipate del 1983, sostituì Georg Leber come uno dei due vicepresidenti del Bundestag nominato dal gruppo SPD, insieme all'ex presidente dell'assemblea, Annemarie Renger. Ha mantenuto questo incarico dopo le elezioni del 1987, ma non si ripresenta per la carica nel 1990, ritirandosi effettivamente dalla vita politica.